# 691
691(육백구십일)은 690보다 크고 692보다 작은 자연수다.

## 수학
- 125번째 소수(素數)다. 앞의 소수는 683, 다음 소수는 701이다.

## 과학
- NGC 691(영어판): 양자리 방향에 있는 정상나선은하.

## 교통
- 유럽 고속도로 691호선: 아르메니아 아슈타라크에서 튀르키예 호라산(튀르키예어판, 영어판)까지 이어지는 유럽 고속도로.
- 691번 지방도: 충청남도 논산시 부적면에서 천안시 동남구 목천읍까지 이어지는 대한민국의 지방도.

## 군사
- U-691(영어판): 나치 독일의 취소된 군용 잠수함.

## 문화유산
- 대한민국의 보물 제691호: 불정심관세음보살대다라니경

## 기타
- 연도: 691년, 기원전 691년